# Carlos Montilla Escudero
Carlos Montilla Escudero (f. Biarritz, Francia, 20 de febrero de 1963) fue un ingeniero agrónomo español, amigo muy cercano de Manuel Azaña, a quien conoció en el Ateneo de Madrid, y miembro de Acción Republicana. 

## Segunda República española
Tras proclamarse la Segunda República española fue gobernador civil de Badajoz en septiembre de 1931 y de Zaragoza del 21 de octubre de 1931 a febrero de 1932, director general de Ferrocarriles, Tranvías y Transportes Mecánicos por Carretera, por nombramiento del Consejo de Ministros del 26 de febrero de 1932 a propuesta del ministro de Obras Públicas Indalecio Prieto, y miembro del Comité nacional de la Alianza de Intelectuales Antifascistas en el momento de comenzar la guerra. Fue además el primer presidente de la Junta de Incautación y Protección del Patrimonio Artístico, institución creada por decreto del Ministerio de Instrucción Pública y Bellas Artes de 23 de julio de 1936.
Como presidente de la Junta de Incautación, tuvo que hacer frente a otros organismos creados por partidos políticos y organizaciones obreras que actuaban por su cuenta, como el Comité de Incautación de la Asociación de Pintores y Escultores, presidido por Emiliano M. Aguilera, que en octubre de 1936 se quejaba en medios como El Socialista y El Sol de la política centralizadora de la junta presidida por Montilla, quien a su vez respondió lamentando la ausencia de colaboración que recibían en su difícil labor de organismos como el dirigido por Aguilera. Posteriormente sirvió como encargado de negocios en representación del gobierno de la República en las embajadas de Belgrado (20 de diciembre de 1936) y La Habana (28 de febrero de 1938).

## Exilio, detención y juicio sumarísimo
Finalizada la guerra se exilió en Francia en estrecho contacto con Azaña hasta ser detenido por policías alemanes acompañados de un agente español el 10 de julio de 1940 en Pyla-sur-Mer, junto a Cipriano Rivas Cherif, cuñado de Manuel Azaña, y otro amigo del presidente exiliado, Miguel Salvador Carreras. El 27 de julio fueron entregados los tres al gobierno de Franco junto con Julián Zugazagoitia, Teodomiro Menéndez y Francisco Cruz Salido. Procesados en la causa 100.159 de 10 de septiembre, fueron hallados culpables de «adhesión a la rebelión militar» en juicio sumarísimo celebrado el 21 de octubre y condenados a muerte todos excepto Teodomiro Menéndez, que escapó de la pena capital por la intervención de Ramón Serrano Suñer. Trasladados a la cárcel de Porlier, Rivas Cherif, Salvador y Montilla fueron indultados de la pena capital el 8 de noviembre. Según contó más tarde el propio Montilla a Indalecio Prieto, en una carta fechada en Biarritz el 23 de agosto de 1946, en la que detallaba los últimos momentos de vida de Julián Zugazoitia y Francisco Cruz Salido, fue su hermano, Fernando Montilla, comandante médico y conocido del general Varela, quien logró la mediación de este en su favor. En febrero de 1942 fue trasladado a la prisión del Puerto de Santa María.
Aprovechando el primer permiso penitenciario se exilió en el sur de Francia desde donde siguió dando su opinión sobre la situación política española, publicando colaboraciones en la prensa francesa y recibiendo las visitas de otros exiliados republicanos. 
Falleció en Biarritz el 20 de febrero de 1963 donde residía con su segunda esposa, doña María de la Concepción Ximénez de Sandoval.